# Лесное (Теренкольский район)
Лесное (каз. Лесное) — упразднённое село в Теренкольском районе Павлодарской области Казахстана. Входит в состав Октябрьского сельского округа. Код КАТО — 554859300. Ликвидировано в 2018 г.

## Население
В 1999 году население села составляло 93 человека (50 мужчин и 43 женщины). По данным переписи 2009 года, в селе проживало 70 человек (34 мужчины и 36 женщин).